# Reserva de la biosfera Zicuirán Infiernillo

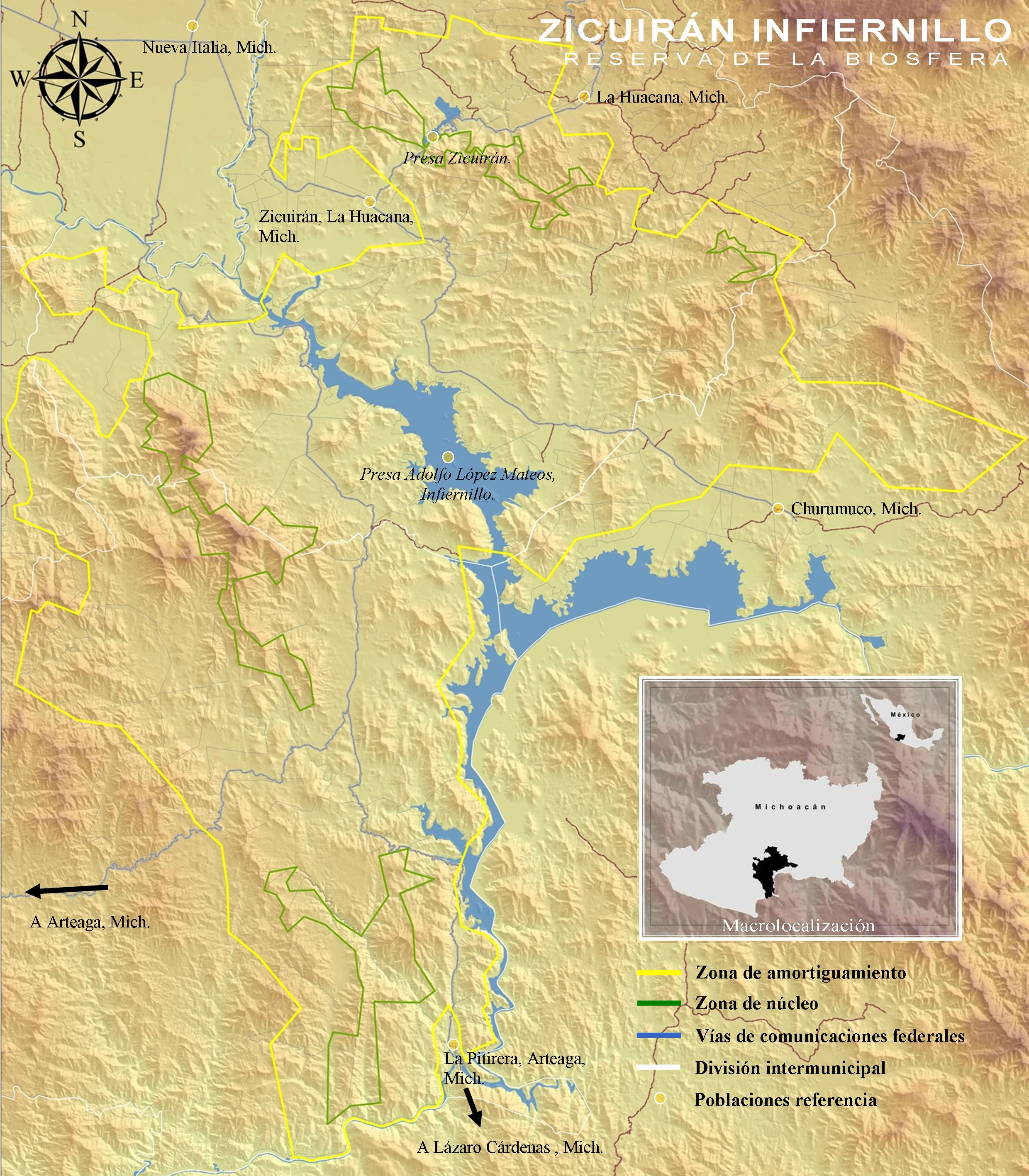
Croquis de la Reserva de la Biosfera Zicuirán Infiernillo.

La Reserva de la Biosfera Zicuirán Infiernillo (RBZI) es un área protegida de México creada por decreto del Poder Ejecutivo Federal el 30 de noviembre de 2007.
Está ubicada en los municipios de Arteaga, Churumuco, La Huacana y Tumbiscatío, a 103 km al suroeste de la ciudad de Morelia, capital de Michoacán de Ocampo, México. Su extensión es de poco más de 265,117 ha, y cuenta con una zona núcleo dividida en cuatro polígonos que suman en conjunto 22,699 ha, mientras que la zona de amortiguamiento suma las restantes 242,418 ha.
El nombre del área proviene de los dos embalses ubicados dentro de su polígono, las presas de Zicuirán y Infiernillo, siendo esta última reservorio para el funcionamiento de la central hidroeléctrica Infiernillo, una de las más importantes de México.
Administrativamente es dependiente de la Comisión Nacional de Áreas Naturales Protegidas o CONANP, organismo desconcentrado de la Secretaría de Medio Ambiente y Recursos Naturales, (SEMARNAT), del poder ejecutivo federal.

## Descripción física

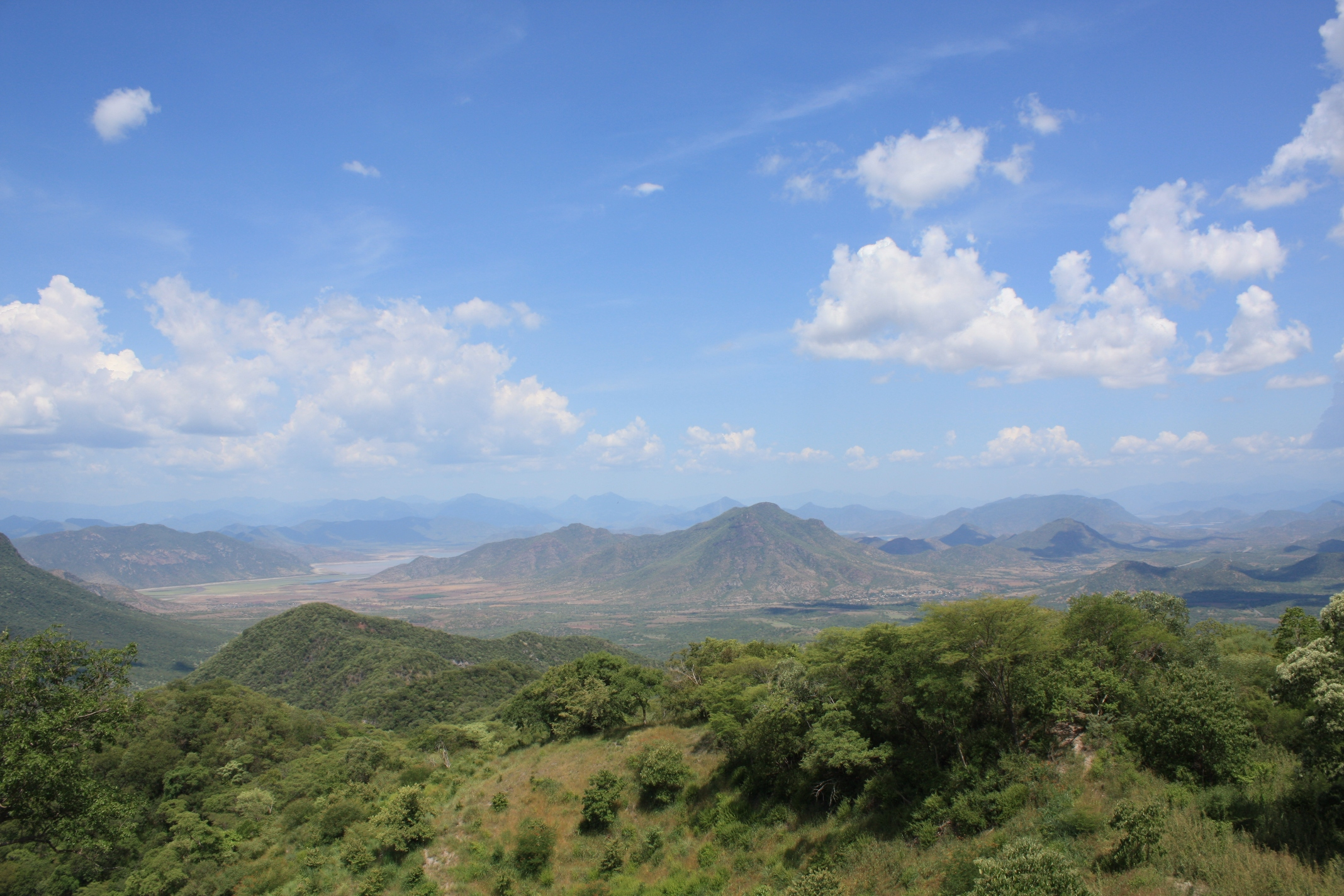
Reserva de la Biosfera Zicuirán Infiernillo en segundo plano vista desde el cerro de Condémbaro (zona núcleo), al fondo el Estado de Guerrero de Galeana, Mex.

### Clima
En la región predominan los climas cálidos (A) y secos (B), con temperaturas anuales promedio mayores a 28 °C y un rango de precipitación promedio de 500 mm en el municipio de Churumuco, el más bajo de la región, y 900 mm en la parte norte del municipio de La Huacana.

### Fisiografía
La región de Zicuirán Infiernillo se divide entre las provincias de la Depresión del Balsas, la Cordillera Costera del Sur (localmente conocida como sierra de Arteaga) y las estribaciones del Eje Neovolcánico transversal en la parte norte. Su gradiente altitudinal va desde los 160 m s. n. m. hasta los 1.600 metros de altitud en la Sierra Madre del Sur del municipio de Arteaga.

## Descripción biológica
La Reserva de la Biosfera Zicuirán Infiernillo, está ubicada en la parte baja de la cuenca del Río Balsas y es el Área Natural Protegida que preserva uno de los ecosistemas más frágiles y de mayor riesgo, como son las selvas secas. Además es proveedora de bienes y servicios ambientales como la captación de agua, la retención del suelo, la regulación climática, la reducción de carbono en la atmósfera, servicios hidrológicos necesarios para la generación de energía eléctrica de una gran parte del centro del país y sin lugar sitio importante ya que concentra gran diversidad de especies y endemismos.
Para 2007, en el Estudio Previo Justificativo elaborado por la Universidad Michoacana de San Nicolás de Hidalgo y el Instituto de Ecología A.C. para el establecimiento del área protegida se reportaron 1.194 especies, aunque esta cifra no es la final, ya que del 2008 al 2012 se han desarrollado algunos trabajos de investigación científica en el área, lo cual ha permitido la actualización de los inventarios y contar con un registro de 1,300 especies de flora y fauna en la Reserva.
Según el Sistema Nacional de Información sobre Biodiversidad de la Comisión Nacional para el Conocimiento y Uso de la Biodiversidad (CONABIO) en la Reserva de la Biosfera Zicuirán-Infiernillo habitan más de 1,500 especies de plantas y animales de las que 63 se encuentran dentro de alguna categoría de riesgo de la Norma Oficial Mexicana NOM-059  y 23 son exóticas,

### Vegetación

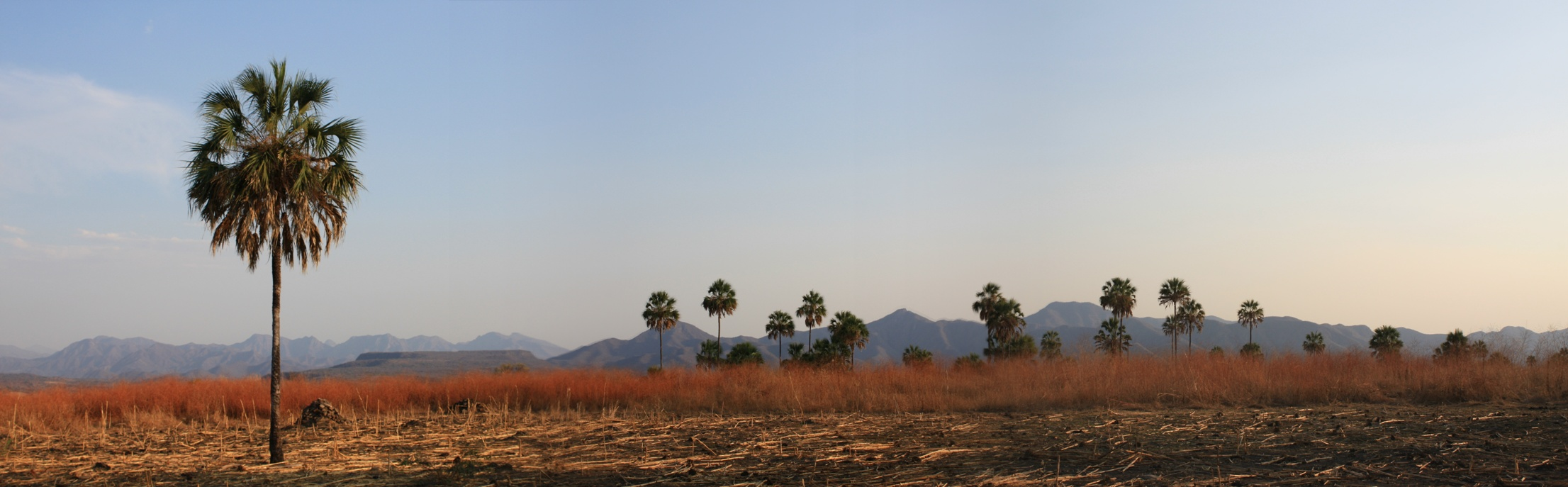
Palma real (Sabal pumos), especie endémica de la Depresión del Balsas en la Reserva de la Biosfera Zicuirán Infiernillo, México

La vegetación con mayor presencia en la región es la selva baja caducifolia y subcaducifolia, con poco o ningún grado de perturbación, superficie que sumada cubre cerca del 75% del territorio de Zicuirán Infiernillo. Debido a la extensión del área, este porcentaje la convierte el área en la más extensa de todo el país en la protección de este tipo de vegetación. Otras asociaciones vegetales presentes son el bosque espinoso, bosque de encino, palmar y bosque galería.
En conjunto existen aproximadamente 756 especies vegetales. Algunas de las especies de relevancia en la región son el cuachalalate (Amphipterygium adstringens), la panicua (Cochlospermum vitifolium), el ciruelo (Spondiaspurpurea), la pitaya (Backebergia militaris), el pellejudo (Jatropha stephanii), el papelillo (Euphorbia schlechtendalii), la hierba del coyote (Euphorbia colletioides), el palo verde (Apoplanesia paniculada), la palma real (Sabal pumos), el barbasco (Piscidia carthagenensis), las Bursera spp y las Trichilia spp.

### Fauna
Al igual que la flora, la fauna de la Reserva es muy variada y cuenta con 544 especies. Los vertebrados tienen una importante presencia en la región, de las 161 especies de mamíferos descritos para Michoacán, 86 se han registrado en él área, lo cual implica que Zicuirán Infiernillo es refugio de más del 53% de especies. Por otra parte, se han registrado 253 especies de aves, grupo particularmente importante pues representa casi el 47% de las 539 especies del estado, y cerca del 25% de las especies que se registran para todo México, de las que 101 son migratorias. En cuanto a la herpetofauna, se han registrado 69 especies, que representan el 37% de las especies de anfibios y reptiles de la entidad. Por último, se han registrado 58 especies de peces en los distintos ecosistemas.

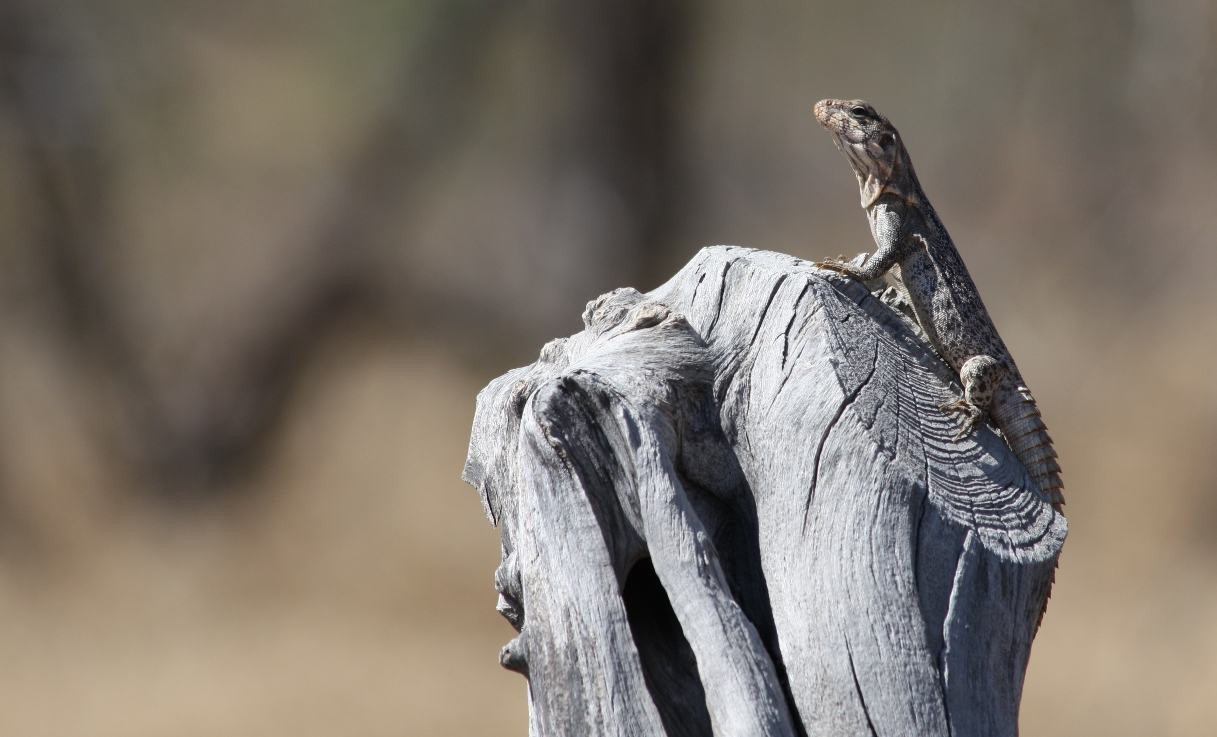
Un nopilchi, en la Depresión del Balsas en la Reserva de la Biosfera Zicuirán Infiernillo. México.

### Especies representativas
Algunos de las especies más representativas de la fauna de Zicuirán Infiernillo son: el oso hormiguero (Tamandua mexicana), el armadillo (Dasypus novemcinctus), el jaguarundi (Herpailurus yagouaroundi), el ocelote (Leopardus pardalis), murciélago amarillo (Rhogeessa mira), zorrillo pigmeo (Spilogale pygmaea), la martucha (Potos flavus), el papamoscas copetón flamígero (Deltarhynchus flammulatus), el tecolote ojioscuro del balsas (Megascops seductus), el loro corona lila (Amazona finschi), culebra con manitas (Bipes canaliculatus), el nopilche (Ctenosaura clarki).

### Otros grupos biológicos
Pese a las condiciones climáticas de la región se han identificado también 23 especies de hongos. Datos de presencia de otros grupos biológicos incluyen: fitoplancton: 42 especies en época húmeda del año y 60 especies en temporada seca; perifiton: 96 especies en época húmeda y 92 en época seca. arácnidos: 32 familias; insectos: 110 familias; protozoarios: 31 especies; helmintos: 30 especies; moluscos: 29 especies y anélidos: 14 especies.

### Endemismos
Actualmente los datos disponible de flora y fauna en la Reserva permiten registrar un alto grado de endemismos. Más de un 8% de las especies presentes son endémicas y aproximadamente un 7% se encuentran en alguna categoría de riesgo, aunque la cifra todavía es muy preliminar porque se han realizado pocos estudios. Respecto a las plantas vasculares se registran 19 especies y el municipio con mayor número de endemismos es La Huacana con 17 especies, seguido por Arteaga y Churumuco con 5 especies. Así mismo se cuenta con 10 especies consideradas en alguna categoría de riego como es el caso de: (Astronium graveolens), culebro, (Tabebui palmeri), la amapa (Liocania arbóre) y (Sidexylom capiri), que se necuentran como especies amenazadas. Así mismo se ubican en situación de protección especial a: (Backebergia militaris), la pitaya (Barkeria schoemakeri), la orquídea de Schoemakeni (Burcera coyucensis), el papelillo o copal del perro, (Peniocereus lazaro-cardenassi), (Peniocereus tepalcatepecanus) y (Sabal pumos),  palma real.
De igual modo se conoce la situación actual de algunas otras especies de mamíferos que se encuentran bajo alguna categoría de riesgo según la Norma Oficial Mexicana señala, tal es el caso del murciélago amarillo (Rhogeessa mira), especie endémica de la región Infiernillo, y algunas especies endémicas a México, como la nutria (Lontra longicaudis), la martucha (Potos flavus), la musaraña (Notiosorex crawfordi), el zorrillo pigmeo (Spilogale pygmaea). También se registraron 12 especies con algún estatus de protección, dos de ellas en peligro de extinción como Tamandua mexinaca, el oso hormiguero y Leopardus pardalis, el ocelote.
En el caso de las aves encontramos que 14 de ellas son endémicas para la zona, como el tecolote ojioscuro (Megascops seductus) del Balsas, el vencejo cuellicastaño (Streptoprocne rutila), el papamoscas copetón flamígero (Deltarhynchus flammulatus) y el loro corona lila (Amazona finschi).
Así como diversas especies de anfibios y reptiles de los cuales destacan la culebra con manitas (Bipes canaliculatus), la rana de cascada (Rana forreri) y (Rana pustulosa), que se encuentran como sujetas a protección especial y 23 reptiles de los que 17 se encuentran sujetos a protección especial y 6 especies amenazadas como la culebra (Pseudoleptoreira latifasciata), el cantil (Agkistrodon bilineatus), y cuatro con categoría de amenazadas y además endémicas; el chirrionero (Conophis vittatus), el escorpión (Heloderma horridus), nolpilche (Ctenosaura Clarki), y la iguana negra (Ctenosaura Pectinata).

## Algunos aspectos sociodemográficos
Según el censo de 2010 de INEGI, la población registrada dentro de los límites de la Reserva de la Biosfera Zicuirán-Infiernillo (Tipo I), fue de 11,904 habitantes ubicados en 107 localidades lo cual constituye el 0,27% de la población total del Estado de Michoacán. Considerando la superficie total ocupada por la Reserva, la densidad poblacional dentro del área protegida es de 4,6 hab/km² lo que denota que la población de la reserva corresponde con niveles muy bajos de densidad poblacional a nivel nacional. Desafortunadamente aquí también se presenta un fenómeno común a nivel mundial, donde se hace evidente el contraste entre una gran riqueza biológica y una importante marginación social, con niveles "alto" y "muy alto" en los cuatro municipios donde se encuentra la reserva. Lo anterior acentúa otras cuestiones como el analfabetismo, la deserción escolar, la falta de empleo, la falta de infraestructura en viviendas, la falta de servicios de salud entre otros.

## Importancia para la conservación
La región Zicuirán Infiernillo no sólo es hábitat de innumerables especies, también es un centro importante de diversificación biológica, esto es, dada la suma de todas las condiciones de la región y su aislamiento, en el área se promueve evolutivamente la generación de variedades y especies distintas que no se encontrarían en ninguna otra parte del mundo.
Para 1996, la Comisión Nacional para el Conocimiento y Uso de la Biodiversidad, Conabio realizó un taller de Identificación de Regiones Prioritarias Terrestres (RPT) en el cual 17 instituciones y 32 especialistas de todo el país identificaron las 155 regiones más importantes para conservación, considerando criterios de relevancia biológica, ecológica y social. En total, en el Estado de Michoacán se identificaron cinco regiones, siendo una de ellas Zicuirán Infiernillo.
Durante 2003, la Secretaría de Urbanismo y Medio Ambiente del estado de Michoacán, realizó otro taller donde se reunieron representantes de la sociedad civil, organizaciones sociales, académicos y representantes de los órdenes de gobierno local. A partir de esta iniciativa se desprende el documento Bases para la Conformación del Sistema de Áreas Protegidas del Estado de Michoacán, donde se vuelve a identificar a Zicuirán Infiernillo como una zona de relevancia para la protección y conservación.
Por último, en los dos estudios elaborados al terminarse el Estudio de Estado "La Biodiversidad de Michoacán" en 2005, y la Estrategia de Estado en 2007 se considera nuevamente el área con los suficientes atributos biológicos, ecológicos y sociales para poder lograr su conservación, y utilizarla en favor del desarrollo de las comunidades locales, realizando actividades productivas con miras a un desarrollo sostenible.

## Amenazas para la conservación de la RBZI
A pesar de la gran importancia que tiene la Reserva de la Biosfera Zicuirán-Infiernillo también presenta grandes conflictos, entre los que encontramos como principales amenazas: la poca disponibilidad de agua debido a la baja precipitación en la región, lo que limita el desarrollo de las comunidades locales, las actividades productivas y el uso por parte de los asentamientos humanos, así como los procesos evolutivos de plantas y animales debido a la acumulación de altos niveles de contaminantes ya que el agua superficial es producto en gran parte de la acumulación del agua que proveniente desde el centro del país. Así mismo otro problema local relacionado con los cuerpos de agua es la introducción de [especies exóticas]: Salmónidos como la “trucha arcoiris” e inclusive especies endémicas de la cuenca del Lerma como es la “acúmara” (Algansea lacustris), el “pescado blanco” (Chirostoma estor) y más recientemente el pez diablo Pterygoplichthys multiradiatus, que ha elevado de manera importante sus poblaciones. También la pérdida de cobertura vegetal y la extracción de flora debido a las actividades humanas como la ganadería extensiva que es la principal causa de las alteraciones de los ecosistemas. De igual modo los incendios forestales son una amenaza y están relacionados con quemas agrícolas o el cambio de uso de suelo.
La cacería furtiva y el comercio ilegal de fauna son otras de las amenazas para las especies en alguna categoría de riesgos, por lo que actualmente la RBZI cuentan con varios comité de vigilancia participativa y se tienen registradas aproximadamente 55 unidades de Manejo para la Conservación de la vida Silvestre (UMA). La minería se considera como otra amenaza para la reserva ya que para el desarrollo de esta actividad requiere considerables cantidades de agua, recurso limitado en la región y puede generar problemas de  contaminación del suelo y agua. si no se manejó de manera ordenada.

## Objetivos de la RBZI
- Preservar los ambientes naturales de los ecosistemas de selva seca
- Salvaguardar la diversidad genética de las especies silvestres
- Garantizar la conservación de la biodiversidad en particular preservar las especies en peligro de extinción
- Mantener el ciclo hidrológico regional
- Asegurar y fomentar el aprovechamiento sustentable
- Fomentar la agricultura orgánica y la ganadería sustentable
- Promover un campo propicio para la investigación científica y el rescate de conocimientos tradicionales
- Promover la participación de los diferentes sectores y actores
- Proteger poblados, vías de comunicación, instalaciones industriales
- Difundir y promover la importancia del uso adecuado de los recursos naturales
- Proteger los entornos naturales de zonas, monumentos y vestigios arqueológicos.

## Líneas estratégicas para la conservación en la RBZI
Por medio de la participación responsable de los mexicanos en el cuidado, protección, preservación y aprovechamiento racional de la riqueza natural del país, a fin de lograr el desarrollo económico y social, sin comprometer el patrimonio natural y la calidad de vida de las generaciones futuras.
- PROTECCIÓN: Favorecer la permanencia y conservación de la diversidad biológica de la Reserva de la Biósfera Zicuirán-Infiernillo, a través del establecimiento y promoción de un conjunto de políticas y medidas para mejorar el ambiente y controlar el deterioro de los ecosistemas.

- Inspección y vigilancia
- Incendios forestales
- Preservación de zonas núcleo y áreas frágiles
- Protección contra especies exóticas invasoras
- Mitigación y adaptación al cambio climático

- MANEJO: Establecer políticas, estrategias y programas, con el fin de determinar actividades y acciones orientadas al cumplimiento de los objetivos de conservación, protección, restauración, capacitación, educación y recreación de la Reserva, a través de proyectos alternativos y la promoción de actividades de desarrollo sustentable.

- Desarrollo y fortalecimiento comunitario
- Actividades mineras y extractivas
- Actividades productivas alternativas y tradicionales
- Manejo y uso sustentable de agroecosistemas y ganadería
- Manejo de ecosistemas terrestres y recursos forestales
- Manejo y uso sustentable de vida silvestre
- Manejo y uso sustentable de ecosistemas dulceacuícolas
- Mantenimiento de servicios ecosistémicos
- Uso público, turismo y recreación al aire

- RESTAURACIÓN: Recuperar y restablecer las condiciones ecológicas previas a las modificaciones causadas por las actividades humanas o fenómenos naturales, permitiendo la continuidad de los procesos naturales en los ecosistemas de la Reserva.

- Conectividad y ecología del paisaje
- Recuperación de especies en riesgo y emblemáticas
- Conservación de agua y suelo
- Reforestación y restauración de ecosistemas

- CONOCIMIENTO: Generar, rescatar y divulgar conocimientos, prácticas y tecnologías, tradicionales o nuevas que permitan la preservación, la toma de decisiones y el aprovechamiento sustentable de la biodiversidad de la Reserva.

- Fomento a la investigación y generación de conocimiento
- Inventarios y monitoreo ambiental y socioeconómico
- Rescate y sistematización de información

- CULTURA: Difundir acciones de conservación de la Reserva, propiciando la participación activa de las comunidades aledañas que generen la valoración de los servicios ambientales, mediante la identidad, difusión y educación para la conservación de la biodiversidad que contiene.

- Participación
- Educación para la conservación
- Capacitación para el desarrollo sostenible•	Comunicación, difusión e Interpretación ambiental

- GESTION: Establecer las formas en que se organizará la administración de la Reserva por parte de la autoridad competente, así como los mecanismos de participación de los tres órdenes de gobierno,  de los individuos y comunidades aledañas a la misma, así como de todas aquellas personas, instituciones, grupos y organizaciones sociales interesadas en su conservación y aprovechamiento sustentable.

- Administración y operación
- Transversalidad y concertación regional y sectorial
- Protección civil y mitigación de riesgos
- Fomento, promoción, comercialización y mercados

## Proyectos punta de lanza
Las tareas de conservación que pretende la Reserva de la Biosfera Zicuirán Infiernillo han sido enfocadas a la generación y el acompañamiento de proyectos con miras a un aprovechamiento sostenible y diversificado de los recursos naturales del área. Aquí algunos ejemplos:
- a) Certificación y fortalecimiento de la infraestructura para el procesamiento y comercialización de la jamaica orgánica en el corredor del Arroyo San Pedro Jorullo.
- b) Capacitación para la prestación de servicios de turismo alternativo.
- c) Producción de cactáceas nativas, así como capacitación y asesoría para la comercialización legal a nivel regional.
- d) Asesoría e infraestructura para el procesado y aprovechamiento de los restos de pez diablo Pterygoplichthys_multiradiatus.
- e) Equipamiento de unidades para la conservación, manejo y el aprovechamiento sustentable de la vida silvestre (Umas).
- f) Establecimiento y asesoría para la comercialización de viveros comunitarios con especies forestales de la región.

## Como llegar a la RBZI
La Reserva de la Biosfera Zicuirán Infiernillo se localiza a aproximadamente 103 km al suroeste (rumbo 219.9°) de la ciudad de Morelia, capital del estado de Michoacán y a 11.3 km al sureste (rumbo 156.7°) de la ciudad de Nueva Italia de Ruiz. Se llega a la zona, partiendo de la ciudad de Morelia, siguiendo la carretera Federal n.º 14, en dirección a la ciudad de Pátzcuaro, una vez en esta, se toma la carretera Federal n.º 120 con dirección al sur, pasando por las poblaciones de Opopeo, Santa Clara del Cobre, Ario de Rosales y Dr. Miguel Silva, continuando por la misma carretera federal n.º 120 hasta llegar a La Huacana, cabecera del Municipio del mismo nombre, límite norte de la Reserva. 
También es posible acceder a través de la autopista Morelia-Lázaro Cárdenas. Las carreteras son transitables durante todo el año. Los caminos vecinales o brechas, pueden encontrarse en toda el área pero muchos de ellos son poco transitables en época de lluvias.